# Олтреруго (Порденоне)
Олтреруго је насеље у Италији у округу Порденоне, региону Фурланија-Јулијска крајина.
Према процени из 2011. у насељу је живело 134 становника. Насеље се налази на надморској висини од 235 м.